# Македонска Каменица
Македонска Каменица (мкд. Македонска Каменица; до 1950. Каменица) је град у Северној Македонији, у источном делу државе. Познат је како рударски град. Македонска Каменица је седиште истоимене општине.

## Географија
Град Македонска Каменица је смештен у источном делу Северне Македоније. Од најближег већег града, Кочана град је удаљен 30 km источно, а од главног града Скопља 140 km источно.
Рељеф: Македонска Каменица је средиште историјске области Осогово. Насеље је положено у невеликој котлини, коју гради река Брегалница. Насеље је положено на приближно 530 метара надморске висине. Северно од града издижу се Осоговске планине, јужно планина Голак.
Клима у Македонској Каменици је континентална.
Воде: Кроз Македонску Каменицу теку речице Косевичка и Моштичка река, које непосредно јужно од града утичу у реку Брегалницу.

## Историја
Македонска Каменица се први пут спомиње у турским записима као село 1570-1573. године. Међутим, околина је била насељена још у староримско доба. У средњем веку била позната по рударству и насељена немачким рударима Сасима у време српске средњовековне државе. Крајем средњег века оба област је била средиште владавине Константина Дејановића.
Данашњи град је основан 1950. године, као насеље за рударе из суседног рудника код села Саса.

## Становништво
Македонска Каменица је према последњем попису из 2021. године имала 4.368 становника.
| Национални састав према попису из 2021.‍ | Национални састав према попису из 2021.‍ | Национални састав према попису из 2021.‍ | Национални састав према попису из 2021.‍ | Национални састав према попису из 2021.‍ |
| --------------------------------------- | --------------------------------------- | --------------------------------------- | --------------------------------------- | --------------------------------------- |
|                                         |                                         |                                         |                                         |                                         |
| Македонци                               | Македонци                               |                                         | 4.120                                   | 94,3%                                   |
| непописани                              | непописани                              |                                         | 219                                     | 5%                                      |

Већинска вероисповест становништва је православље.